# ポリティカ (ポーランドの雑誌)
『ポリティカ』（Polityka ポーランド語発音: [pɔˈlitɨka]）は、ポーランドの中道左派系ニュース誌。発行部数は200,050部（2011年4月）であり、ポーランド語版『ニューズウィーク』を上回って、週刊誌として国内最大の売り上げを記録している。『ポリティカ』は、やや知識層向けの社会自由主義的な見解を持っている。著名な寄稿者としてリシャルト・カプシチンスキ、クシシュトフ・ザヌッシなどがいる。

## 部数
2001年、『ポリティカ』は245,000部の発行部数を記録した。